# Ośrodek Zapasowy Saperów
Ośrodek Zapasowy Saperów (OZSap) – ośrodek szkolenia saperów Wojska Polskiego w Wielkiej Brytanii.

## Geneza  Ośrodka
Ośrodek Zapasowy Saperów został utworzony na bazie zlikwidowanej w sierpniu 1940 r. Liniowej Grupy Saperów. Do zakresu jego pracy należało szkolenie specjalistów w różnych działach saperskich, prowadzenie ćwiczeń dla oddziałów saperów na sprzęcie brytyjskim oraz przygotowanie kandydatów na oficerów. W październiku 1940 r. ośrodek został przeniesiony do Dundee.  Od października do grudnia 1941 r. przeprowadzono w nim kilkanaście kursów specjalistycznych. Wobec nadmiaru oficerów saperów 5 listopada 1941 r. została zlikwidowana Szkoła Podchorążych Saperów. 
12 listopada 1941 roku, w wyniku przeprowadzonej reorganizacji I Korpusu, Ośrodek Wyszkolenia Saperów został podporządkowany dowódcy Brygady Szkolnej. 6 grudnia 1941 roku ośrodek przemianowano na Centrum Wyszkolenia Saperów.

## Struktura Ośrodka
- Komenda
- pluton dowodzenia
- Biuro Techniczne Saperów
- Komisja Regulaminowa Saperów
- Składnica Materiałów Saperskich
- Szkoła Podchorążych Saperów (od 6 XII 1940)

## Komendanci Ośrodka
- ppłk Leopold Górka
- płk Konstanty Skąpski
- płk Stanisław Arczyński